# 나라별 여군
나라별 여군의 목록이다.
여성의 지위 변화는 많은 국가들에서 여군의 지위 또한 변화시켜왔다.

## 아시아

### 방글라데시
방글라데시 육군은 2013년부터 여군을 모집하기 시작했다. 방글라데시 해군 최초의 여성 수병대는 2016년 5월에 첫 훈련을 완료했다.

### 사우디아라비아
2018년 2월에 비전투 병과의 특정 분야에 한해 여군 모집이 시작되었다.

### 싱가포르
싱가포르에서는 여성을 징병하지는 않지만, 여성의 전투원 복무를 허용하고 있다.

### 이스라엘

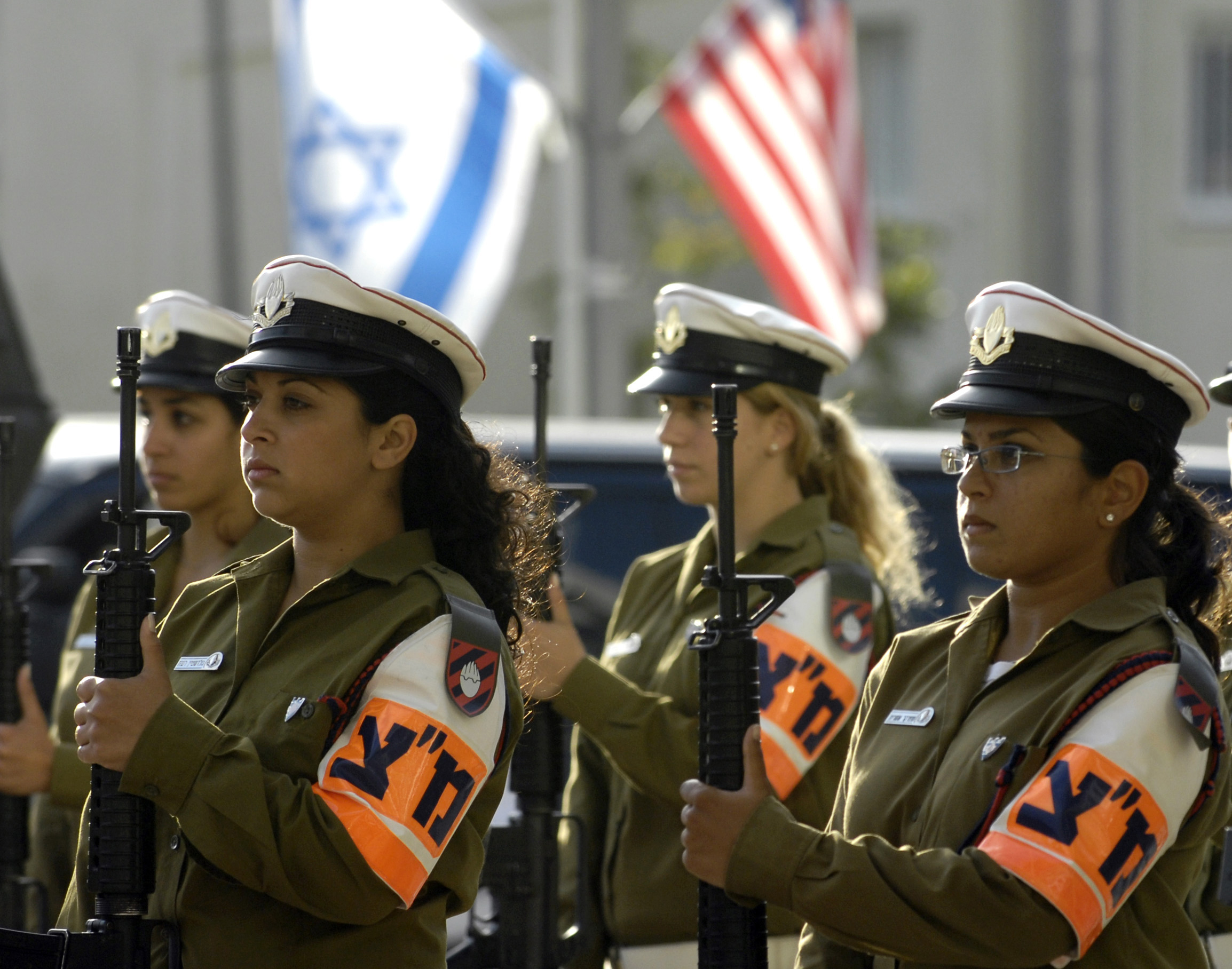
이스라엘의 여군 헌병 (2007년)

1948년 제1차 중동 전쟁과 1956년 제2차 중동 전쟁 기간 이스라엘 방위군에서 여군들이 보병, 통신병, 수송기 조종사 등 다양한 분야에서 복무했으나, 이후 공군은 여군 조종사 모집을 중단하고, 여성 전투원도 제한되었다. 대부분의 여성들은 비전투 임무를 담당하며, 2년 동안 의무 복무를 한다. 1994년의 대법원 판결은 공군이 여군 조종사를 받아들이도록 했다. 1999년에 카라칼 중대가 창설되었다. 2000년에 카라칼 대대로 확대되었으며, 이후 포병, 정보, 수색, 화생방, 국경수비, 대공 등 분야의 전투원에의 여성의 지원이 가능해졌다.

### 인도

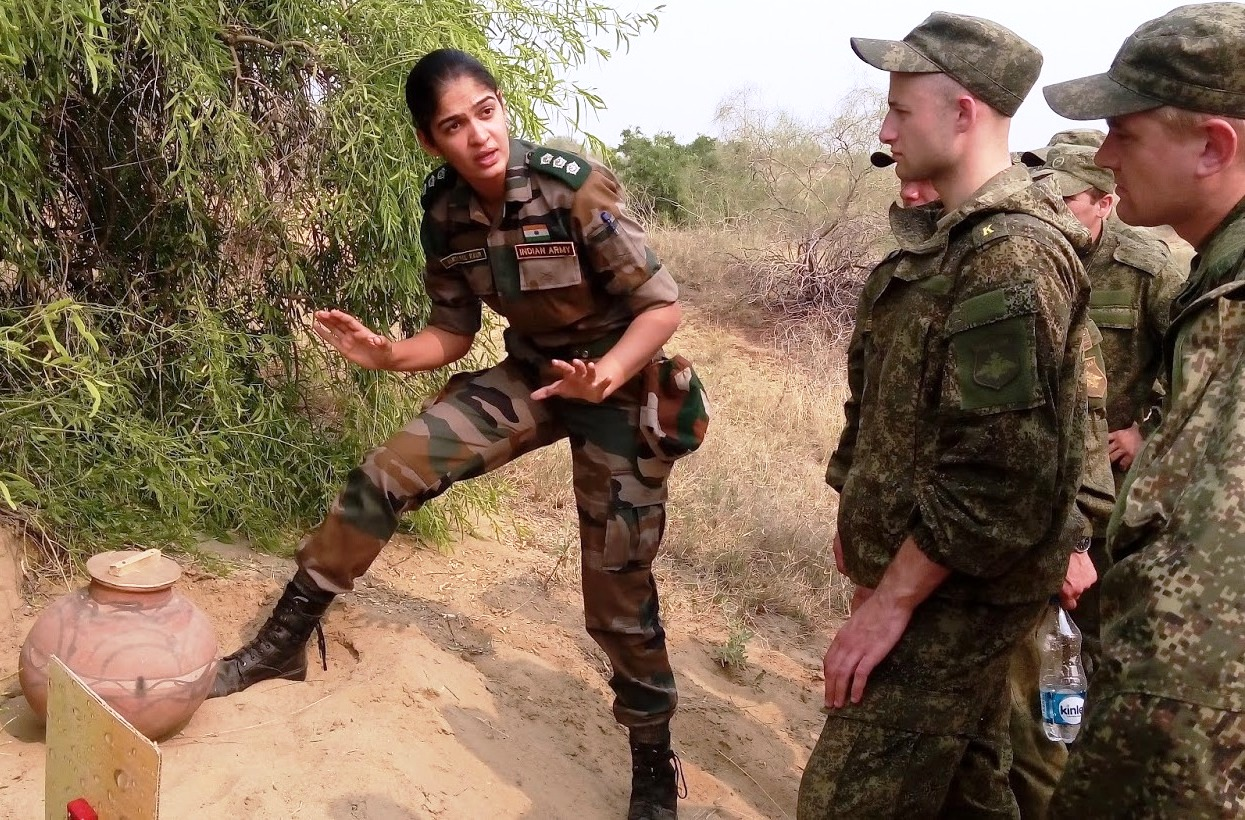
2015년의 합동 훈련에서 러시아 군인들에게 보고하고 있는 인도 육군의 여군 장교

인도 군 의무대는 1888년에 창설되었으며 양차 세계 대전에서 350명의 인도 간호사들이 전사, 실종되거나 전쟁포로가 되었다. 인도 육군에서는 1992년에 의무 이외의 분야에서 여군 장교를 모집하기 시작했다. 2007년 1월 19일, 인도의 여성 경찰관 105명으로 구성된 최초의 전원 여성인 유엔 평화유지군이 라이베리아에 배치되었다. 2014년에, 인도 육군의 3%, 해군의 2.8%, 공군의 8.5%가 여군이었다. 2015년에 인도에서는 여성이 헬리콥터 조종사에 이어 전투기 조종사 복무도 가능하게 되었다.

### 일본

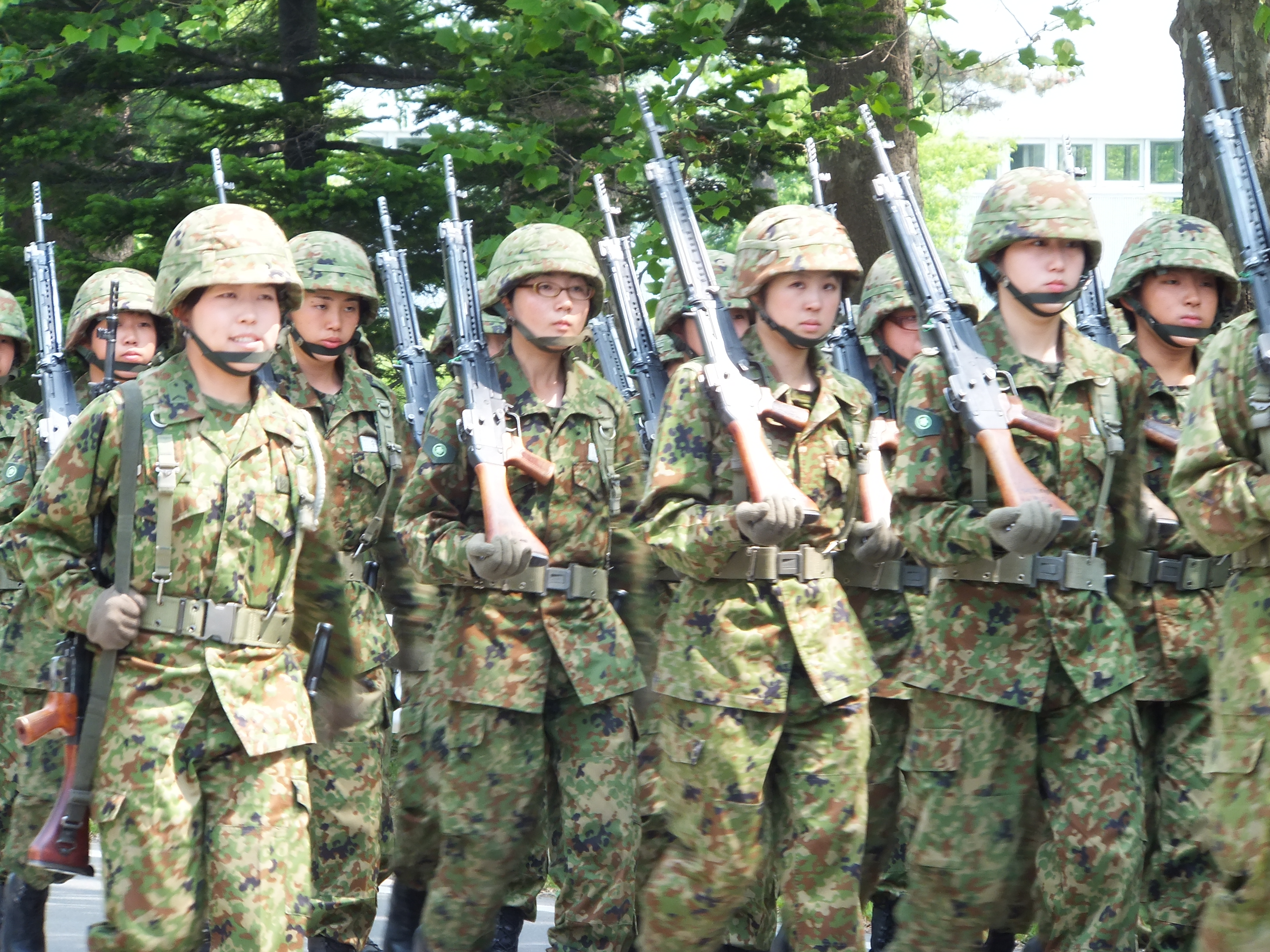
자위대의 여성 후보생 (2011년)

자위대가 창설되었을 때, 여성들은 의무대에만 모집되었다. 이후 기회가 확대되어 여성들은 1967년에는 육상자위대의 통신부대, 1974년에는 해상자위대와 항공자위대의 통신부대에 지원이 가능해졌다. 1991년까지 자위대에는 6,000명의 여성들이 있었으며, 비전투 분야의 80%에서 임무를 수행했다. 1991년 3월에는 방위의과대학교(防衛医科大学校) 최초로 여성 졸업생이 나왔으며, 1992년에는 방위대학교(防衛大学校)에서 여성을 모집하기 시작했다.

### 중화인민공화국
중국 인민해방군에서 여군의 비율은 약 7.5%이다.

### 카자흐스탄

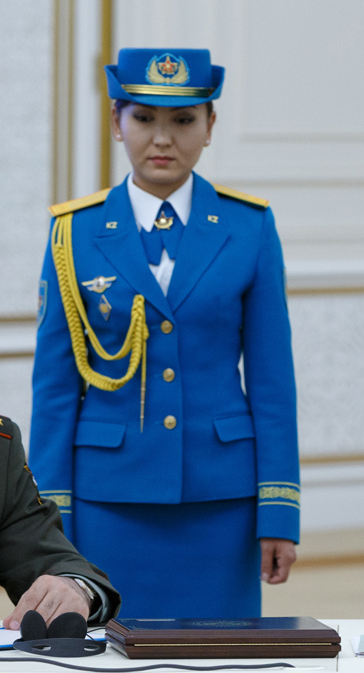
카자흐스탄의 여군 장교

카자흐군은 여성의 전투원 복무를 허용하고 있다.

### 태국
태국은 최근 반란 진압 작전을 위해 여군을 모집해 훈련시키기 시작했다.

### 필리핀
1993년까지, 필리핀군에서 여군은 여성 육군 지원 군단(Women's Army Auxiliary Corps)에서만 복무했다. 1993년, 공화국 법률 제7192호(Republic Act No. 7192)의 통과로 여성 전투원의 권리가 인정되고 그 해 4월부터 필리핀 사관학교(Philippine Military Academy)에서 여군 부대의 훈련이 시작되었다.

## 아프리카

### 감비아
감비아군은 징병제를 시행하지 않으나 여성의 군 지원을 허용하고 있다. 2011년에 감비아 최초로 여성에게 장군 계급이 수여되었다.

### 남아프리카 공화국

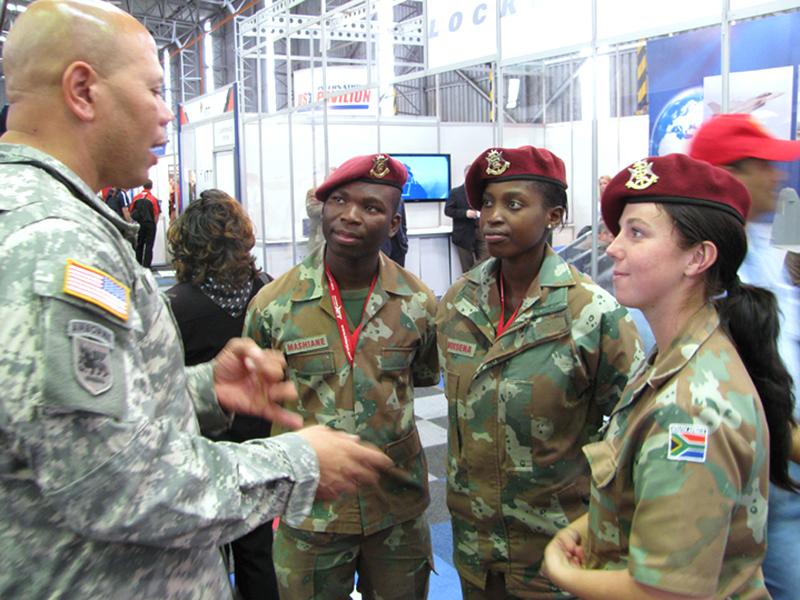
미군과 대화를 나누는 남아프리카 공화국의 여군들

남아프리카 공화국의 여군은 남아프리카 국방군(South African National Defence Force)에서 오랜 역사를 가지고 있다. 제1차 세계 대전과 제2차 세계 대전에서 여성들은 지원 임무를 담당했으며 1970년 이후 비전투 임무에 배치되었다. 1914년에 육군에서 자원 의무대가 설립되었으며 328명의 간호사들이 제1차 세계 대전 동안 유럽과 동아프리카의 남아프리카 부대들에서 근무했다. 육군 여성 지원대는 1916년에 지원을 받기 시작했다. 여성 자원자들은 행정 등의 임무를 수행하며 12,000명의 남성 군인들을 간호했다. 제2차 세계 대전 기간, 남아프리카에는 남아프리카 군 의무대(South African Military Nursing Service)와 육군, 해군, 공군, 헌병대 소속 지원대의 총 5개 여성 지원 조직이 있었다.
1970년대 후반과 1980년대에, 여성들은 민방위대에서 활동하며 테러 공격에 대비한 동원 계획의 일부로써 훈련을 받았다. 일례로, 1989년에 요하네스버그 민방위대는 자원한 대원 800명을 훈련시켰는데, 그 중 반 가량이 여성이었다. 훈련에는 호신용 무기 훈련, 폭동 진압 절차, 교통 및 군중 통제, 응급처치, 소방 등이 있었다. 또한 확닝되지 않은 수의 여성들이 반란 진압과 특수작전 훈련을 받았다. 여성들은 1970년대와 1980년대의 여러 민병대에서도 복무했으며, 아파르트헤이트 반대 운동 기간 아프리카국민회의의 군사 조직에서 활동했다.
1990년대의 여론은 여성 전투원에 반대하지만, 관료들은 군의 지도 체계에서 공평하게 여성을 임명할 방법에 대해 토론하고 있다. 2011년에는 남아프리카 국방군 전군의 약 26.6%가 여군이었다.

### 리비아
무아마르 알 카다피의 친위대로 200명으로 구성된 여군 특수부대인 혁명수녀대(الراهبات الثوريات), 일명 "아마존 친위대(The Amazonian Guard)"가 있었다.

### 알제리
알제리군에서의 여군의 존재는 프랑스에 대항한 알제리 전쟁 당시 매우 중요했으며, 민족해방전선의 가장 뛰어나고 상징적인 인물들 중에는 여성 전투원들이 있었다.
알제리는 이슬람 세계에서 가장 큰 규모의 여성 경찰을 양성하고 있다. 여군의 지위 또한 2006년 2월 28일 이후 법률에 의해 남성 군인과 법적으로 평등해졌으며, 2009년부터 2015년까지의 여군 홍보는 군에서의 금기를 무너뜨렸다. 군은 이후 공정한 기회를 위해 공식적인 정책과 노력을 계속해왔다.
압델라지즈 부테플리카 정부는 2005년 이후 여성 인권에 맞추어 변화를 추진하라는 압력을 받아왔다.

### 에리트레아
에리트레아의 여군은 에리트레아군의 30% 이상을 차지하며, 에리트레아 내전과 에티오피아와의 국경 분쟁에서 큰 역할을 했다. 여성은 전투원으로도 복무한다.

### 튀니지
2003년 3월 이후 모든 튀니지 여성에게 의무 복무가 시행되고 있다. 튀니지는 최초로 여성을 징병하는 아랍권 국가이다.

## 같이 보기
- 여군